# Щавель приморський
Щавель приморський, щавель морський (Rumex maritimus) — вид рослин родини гречкові (Polygonaceae), поширений у Європі й Азії.

## Опис
Багаторічна трава (10)60–150 см заввишки. Стебло зелене, коли молоде, пізніше червонувате, рифлене, розгалужується від суцвіття. Листки розташовані спірально, гострі цілокраї. Нижні листки з серцеподібною основою, широко яйцеподібно-трикутні, довго-черешкові, трохи зморшкуваті, голі. Стеблові листки яйцюваті.
Суцвіття — складна, облистнена китиця, блідо-зелена, пізніше темно-коричнева, утворена зі зближених квітів розміщених у кільцях. Квіти радіально симетричні, до 10 мм у поперек, двостатеві; тичинок 6. Внутрішні листочки оцвітини ≈ 5 мм довжиною, ромбічні або трикутно-ланцетні, гострі, з кожного боку з 2–3 довгими щетинковидними зубцями. Горішки 3–4 мм, коричневі.

## Поширення
Поширений у Європі й Азії. Населяє культивовані землі, смітники, залізничні узбіччя, гавані, морські береги.
В Україні вид зростає на берегах річок, в долинах і заплавах, на засолених вологих луках — у Закарпатті, Передкарпатті, Поліссі, Лісостепу і на півночі Степу, звичайний; у Криму, дуже рідко (с. Привітне Кіровського р-ну).

## Галерея

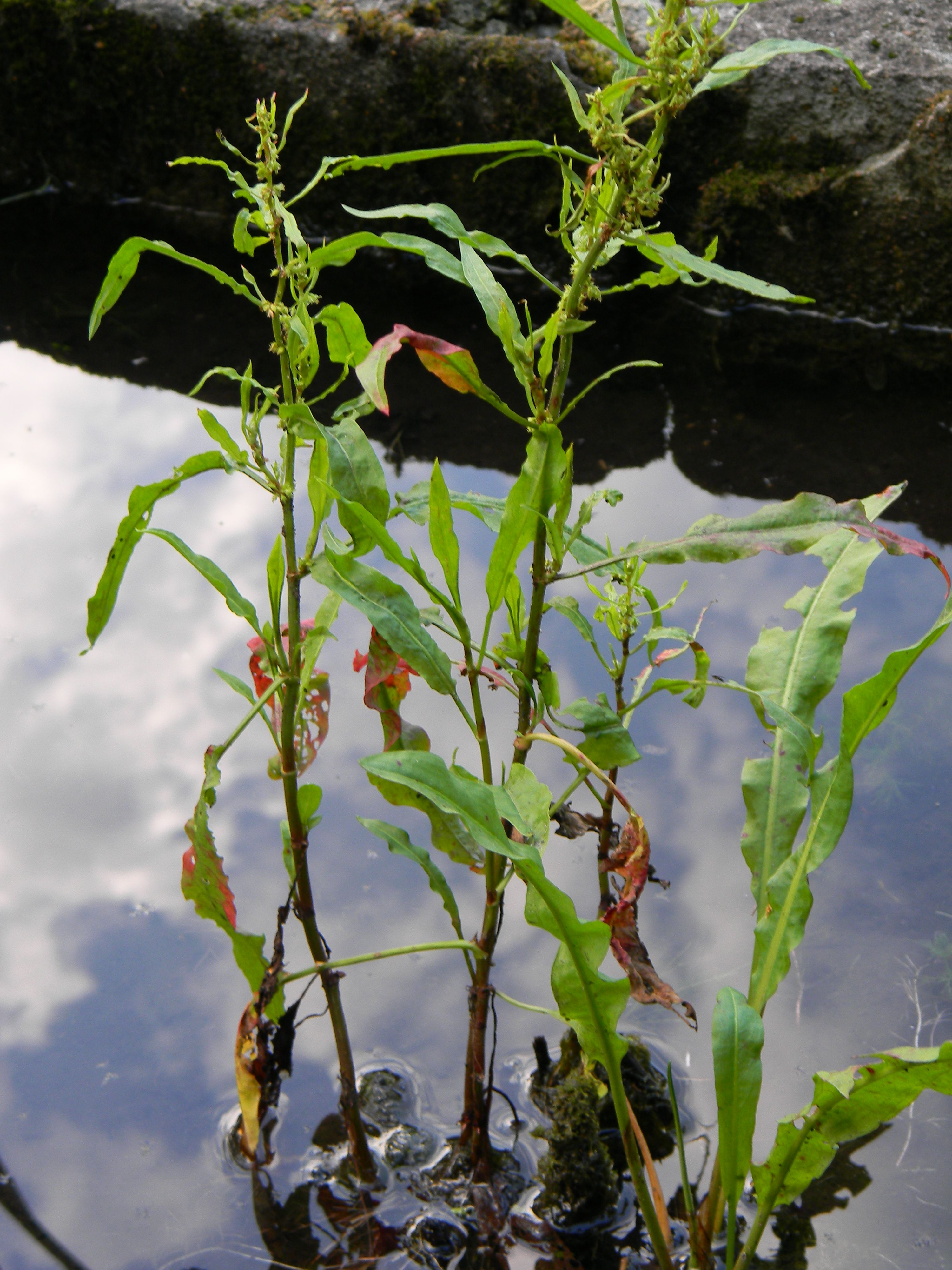
рослина у воді
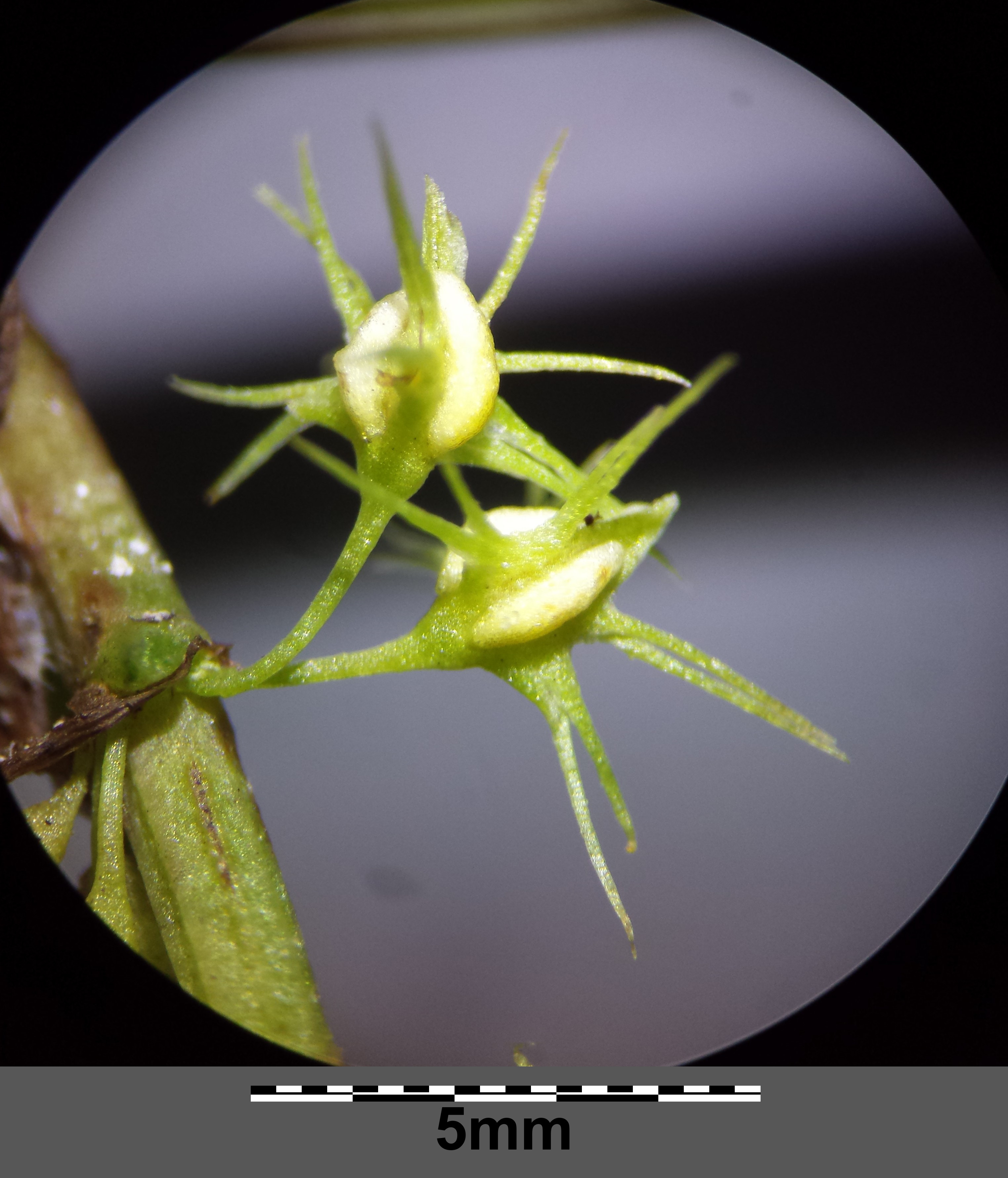
плоди
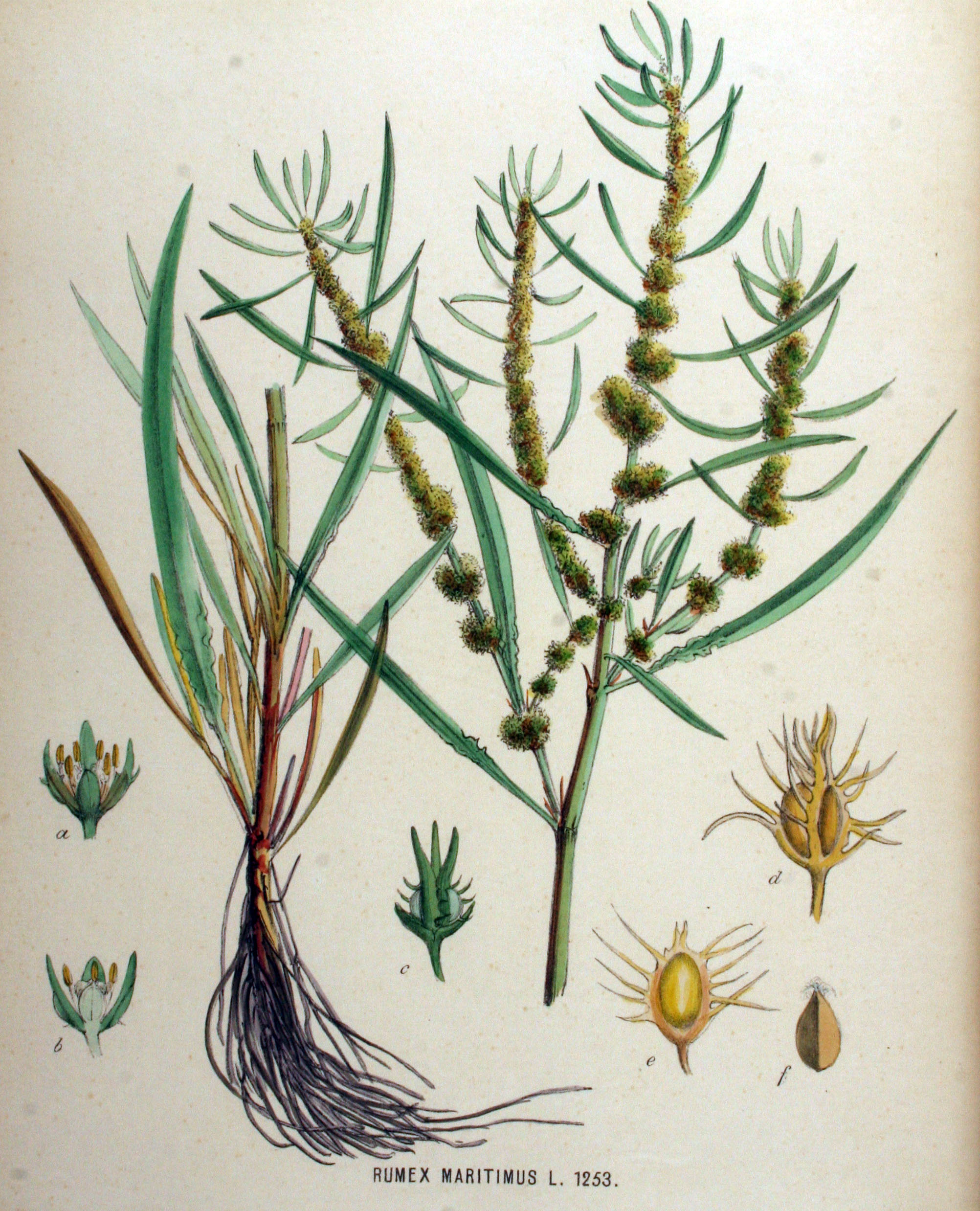
ілюстрація